# أنجيلا كريست
أنجيلا كريست (بالهولندية: Angela Christ)‏ (6 مارس 1989 بآيندهوفن في هولندا - ) هي لاعبة كرة قدم هولندية في مركز حراسة المرمى. شاركت مع منتخب هولندا لكرة القدم للسيدات. أما مع النوادي، فقد لعبت مع FC Utrecht (women) ‏ وPSV Eindhoven (women) ‏ و وSV Saestum ‏.

## وصلات خارجية
- أنجيلا كريست على موقع الاتحاد الدولي (مؤرشف)  (الإنجليزية)
- أنجيلا كريست على موقع الاتحاد الأوربي (الإنجليزية)
- أنجيلا كريست على موقع قاعدة بيانات كرة القدم.إي يو (الإنجليزية)
- أنجيلا كريست على موقع Soccerway.com (الإنجليزية)
- أنجيلا كريست على موقع عالم كرة القدم.نت (الإنجليزية)